# الکساندروس دیومیدیس
الکساندروس دیومیدیس (انگلیسی: Alexandros Diomidis؛ ۳ ژانویهٔ ۱۸۷۵ – ۱۱ نوامبر ۱۹۵۰) یک اقتصاددان، سیاست‌مدار، وکیل و روزنامه‌نگار اهل یونان بود.